# Storkenæb
Slægten Storkenæb (Geranium) er udbredt med flere end 400 arter i Europa, Asien og Nordamerika. Det er stauder eller enårige planter med håndstrengede blade og blomster, der ofte sidder parvist. Her omtales kun de arter, der er vildtvoksende eller dyrket i Danmark.
| Beskrevne arter |

| - Tæppestorkenæb (Geranium x cantabrigiense) - Hvidgrå storkenæb (Geranium cinereum) - Storbægret storkenæb (Geranium columbinum) - Kroatisk storkenæb (Geranium dalmaticum) - Kløftet storkenæb (Geranium dissectum) - Spansk storkenæb (Geranium endressii) - Pragtstorkenæb (Geranium himalayense) - Skinnende storkenæb (Geranium lucidum) - Storrodet storkenæb (Geranium macrorrhizum) - Plettet storkenæb (Geranium maculatum) - Blød storkenæb (Geranium molle) - Knudret storkenæb (Geranium nodosum) - Kærstorkenæb (Geranium palustre) - Bølgekronet storkenæb (Geranium phaeum) | - Bredkronet storkenæb (Geranium platypetalum) - Engstorkenæb (Geranium pratense) - Armensk storkenæb (Geranium psilostemon) - Liden storkenæb (Geranium pusillum) - Dværgstorkenæb (Geranium pylzowianum) - Pyrenæisk storkenæb (Geranium pyrenaicum) - Kaukasisk storkenæb (Geranium renardii) - Stinkende storkenæb (Geranium robertianum) - Blodrød storkenæb (Geranium sanguineum) - Skovstorkenæb (Geranium sylvaticum) - Knoldet storkenæb (Geranium tuberosum) - Geranium wallichianum |

| Andre arter |

| - Geranium arboreum - Geranium atropurpureum - Geranium bicknellii - Geranium caespitosum - Geranium californicum - Geranium carolinianum - Geranium cuneatum - Geranium divaricatum - Geranium erianthum - Geranium hanaense | - Geranium homeanum - Geranium humile - Geranium ibericum - Geranium kauaiense - Geranium lentum - Geranium multiflorum - Geranium oreganum - Geranium palmatum - Geranium potentilloides - Geranium retrorsum | - Geranium richardsonii - Geranium rotundifolium - Geranium sibiricum - Geranium solanderi - Geranium texanum - Geranium thunbergii - Geranium versicolor - Geranium viscosissimum - Geranium wislizeni |

Arter af Storkenæb er fødeniche for larver af to sommerfuglearter: Amphipyra tragopoginis og Euproctis chrysorrhoea.